# Колибаши (Горж)
Колибаши (рум. Colibași) насеље је у Румунији у округу Горж у општини Скоарца. Oпштина се налази на надморској висини од 255 m.

## Становништво
Према подацима из 2002. године у насељу је живело 236 становника, од којих су сви румунске националности.